# ماریا برگکویست
ماریا برگکویست (انگلیسی: Maria Bergkvist؛ زادهٔ ۱۲ اوت ۱۹۷۷) بازیکن فوتبال اهل سوئد است.
از باشگاه‌هایی که در آن بازی کرده‌است می‌توان به اومئا آی‌کی اشاره کرد.
وی همچنین در تیم ملی فوتبال زنان سوئد بازی کرده‌است.